# Ончу (Галац)
Ончу (рум. Onciu) насеље је у Румунији у округу Галац у општини Берешти-Мерија. Oпштина се налази на надморској висини од 180 m.

## Становништво
Према подацима из 2002. године у насељу је живело 58 становника, од којих су сви румунске националности.